# 好喜歡、大阪。／櫻援歌（Oh!ENKA）／無限大
《好喜歡、大阪。／櫻援歌（Oh!ENKA）／無限大》（日语：好きやねん、大阪。／桜援歌 （Oh!ENKA）／無限大），為日本男偶像團體關西傑尼斯8的第3張單曲，3首歌曲都是A面。

## 收錄歌曲

### 初回限定盤
1. 好喜歡、大阪。（日语：好きやねん、大阪。）（小短劇: 三角公園） 
  - 作詞・作曲: イイジマケン、編曲: 吉岡たく
  - House食品「好きやねん」的CM歌曲。間奏時會有成員的小短劇。
2. 櫻援歌（Oh!ENKA）（日语：桜援歌（Oh!ENKA））
  - 作詞: MASA、作曲・編曲: 馬飼野康二
  - 卡通『忍者亂太郎』（NHK教育頻道）的第17首片尾曲。
3. 無限大（日语：無限大）
  - 作詞: MASA、作曲・編曲: 馬飼野康二
  - 電影『ROBOTS』的宣傳歌曲。
4. 好喜歡、大阪。（Original karaoke）

### 通常盤
1. 好喜歡、大阪。（小短劇: 田中さん）
2. 櫻援歌（Oh!ENKA）
3. 無限大
4. 櫻援歌（Oh!ENKA）（Original karaoke）

## 外部連結
- 好喜歡、大阪。／櫻援歌（Oh!ENKA）／無限大 （日語）